# ناحیه دادینگ
ناحیه دادینگ (به لاتین: Dadeng Subdistrict) یک منطقهٔ مسکونی در چین است که در شیانگان واقع شده‌است. ناحیه دادینگ ۱۳٫۲ کیلومتر مربع مساحت و ۱۸٬۳۲۸ نفر جمعیت دارد.